# Сидорович Руслан Михайлович
Руслан Михайлович Сидорович (нар. 20 жовтня 1974, Львів) — український політик і юрист, Народний депутат України VIII скликання, член парламентської фракції "Об'єднання «Самопоміч», член Конституційної комісії, член Ради з питань судової реформи.

## Біографія
У 1991 році закінчив Стрийську загальноосвітню школу № 10. У 1991—1996 роках навчався на юридичному факультеті Львівського національного університету ім. І. Франка. У 1996 році отримав диплом за спеціальністю «Правознавство».
З 1994 по 1995 рік працював стажистом юрисконсульта ЗАТ «Львівнафтопродукт». З 1996 по 1996 року — юрисконсульт Юридичної фірми «Рулекс». У 1997 році — менеджер ЗАТ «Галнафтогаз». З 1997 по 1998 рік працював юрисконсультом спеціаліста юридичного відділу ЗАТ «Галнафтогаз». З 1998 по 1999 року — помічник адвоката Адвокатського об'єднання «Павленко, Стаценко і Осінчук». У період з 1999 по 1999 року — юрисконсульт громадського об'єднання «Англійський клуб».
З 1999 по 2001 рік займався приватною адвокатською практикою. З 2001 по 2003 року — президент Адвокатського об'єднання "Адвокатська компанія «Сидорович, Грень та партнери». У період з 2003 по 2008 року — президент Адвокатського об'єднання "Адвокатська компанія «Сидорович та партнери». У 2008 році — виконувач обов'язків керівника апарату Києво-Святошинської районної державної адміністрації. З 2008 по 2009 рік працював адвокатом Адвокатського об'єднання «Адвокатська компанія „Сидорович та партнери“».
З 2010 року — керуючий партнер Адвокатського об'єднання "Адвокатська компанія «Сидорович та партнери». 3 1996 року — член Асоціації українських правників, з 2006 року — член правління крайової організації Асоціації українських правників. З 2005 року — суддя постійно діючого Третейського суду при Львівській асоціації учасників ринку нерухомості. У 2012 році на установчій конференції адвокатів Львівської області обраний членом Ради адвокатів регіону.
Голова підкомітету з питань виконання рішень Європейського суду з прав людини Комітету Верховної Ради з питань правової політики та правосуддя.
Кандидат у народні депутати від «Самопомочі» на парламентських виборах 2019 року, № 20 у списку.
У 2006 році нагороджений подякою Міського голови Львова за поширення правових знань серед населення.
Одружений, має двох дітей. Член політичної партії "Об'єднання «Самопоміч».
у 2019 році, після закінчення каденції у парламенті, у вересні 2019 року виходить із політичної партії "Об'єднання «Самопоміч» та повертається до адвокатської діяльності, стає партнером Юридичної фірми «АРІО».
1 червня 2023 року призначений рішенням Вищої Ради Правосуддя членом Вищої кваліфікаційної комісії суддів України, 6 червня 2023 року обраний заступником Голови ВККСУ.